# Iga Cembrzyńska
Iga Cembrzyńska, właśc. Maria Elżbieta Cembrzyńska (ur. 2 lipca 1939 w Radomiu) – polska aktorka, scenarzystka, reżyserka, piosenkarka, kompozytorka i producentka filmowa, właścicielka firmy producenckiej Iga-Film. Śpiewa sopranem koloraturowym.

## Życiorys
Córka Ireny Sołtyk i Wacława Cembrzyńskiego. Jej ojcem chrzestnym został Stefan Sołtyk, wuj matki. Ma młodszego o siedem lat brata, Zbigniewa. Urodziła się w Radomiu, ale pierwsze lata życia, przypadające na okres II wojny światowej, spędziła w Brześcach i Rogowie. Po wojnie powróciła z rodziną do Radomia, gdzie mieszkała w kamienicy przy ul. Trawnej.
Jako dziecko rozpoczęła naukę gry na fortepianie, wkrótce została zapisana do szkoły muzycznej. Uczyła się w liceum w klasie o profilu przyrodniczo-geograficznym, naukę muzyczną kontynuowała w szkole muzycznej w Katowicach, po czym wkrótce wróciła do Radomia. Przez jeden semestr studiowała na Wydziale Filozoficznym Uniwersytetu Mikołaja Kopernika w Toruniu.
W 1962 ukończyła studia w Państwowej Wyższej Szkole Teatralnej w Warszawie. Dykcję doskonaliła w Instytucie Głuchoniemych w Warszawie. W czasie studiów przyjęła imię Iga, które nawiązuje do Igi Mayr, jej aktorskiej inspiracji. Po swoim pierwszym występie w klubie studenckim „Medyk” przyjęła propozycję współpracy z orkiestrą jazzową Eskulap – chcąc uniknąć konsekwencji ze strony rektora PWST, Jana Kreczmara, który zakazywał studentom pracy zawodowej, śpiewała pod pseudonimem Maria Skalska. Będąc na czwartym roku studiów, na zaproszenie Ludwika Sempolińskiego wystąpiła w programie Profesor i jego uczniowie, w którym zaśpiewała utwór „Peruwianka”. Po udziale w programie otrzymała propozycję nagrań radiowych oraz zagrania Lukrecji w przedstawieniu telewizyjnym Spazmy modne. Występowała też w spektaklach dyplomowych: Czuła struna, Przy drzwiach zamkniętych i Ksiądz Marek.
Po studiach debiutowała w Teatrze Telewizji oraz została zaangażowana do Teatru Powszechnego w Warszawie, za kadencji Adama Hanuszkiewicza zagrała m.in. Annę w spektaklu Dla miłego grosza, Zosię w Weselu i Ałłę w Kolumbach.
W 1964 debiutowała na ekranie rolą księżniczki Eminy w Rękopisie znalezionym w Saragossie Wojciecha Hasa, a także odebrała trzecią nagrodę w kategorii „Piosenka kabaretowo-rozrywkowa” za wykonanie utworu „Intymny świat” na 2. Krajowym Festiwalu Piosenki Polskiej w Opolu. W 1965 otrzymała z Bohdanem Łazuką drugą nagrodę za wykonanie piosenki „W siną dal” na 3. KFPP w Opolu, a także zagrała żonę Kowalskiego, głównego bohatera filmu Tadeusza Konwickiego Salto oraz przez dwa miesiące występowała – na zaproszenie Bruno Coquatrixa – w paryskiej Olympii. Po zakończeniu kontraktu otrzymała propozycję przedłużenia umowy i zagrania kolejnych koncertów, jednak odmówiła. W 1966 wystąpiła w programie Divertimento op. 3 Szelesty jesienne Jeremiego Przybory oraz zaczęła występować w Teatrze Komedia w Warszawie. W latach 1966–1977 była laureatką Srebrnej Maski w plebiscycie „Expressu Wieczornego” na najpopularniejszą aktorkę. W 1967 zagrała Lorę Neuman, główną bohaterkę filmu Jerzego Zarzyckiego Komedia z pomyłek (1968), także została aktorką Teatru Ateneum, w którym debiutowała rolą Mariki w spektaklu Leona Kruczkowskiego Niemcy w reżyserii Janusza Warmińskiego, a w 1968 zagrała Kobietę w musicalu Agnieszki Osieckiej Apetyt na czereśnie w reż. Zdzisława Tobiasza.
W 1970 odmieniła swój wizerunek, który po raz pierwszy zaprezentowała w filmie Andrzeja Kondratiuka Hydrozagadka (1970), do którego nakręciła również czołówkę. Na przestrzeni kolejnych lat zagrała w kilku innych, reżyserowanych przez Kondratiuka filmach, m.in. Skorpion, Panna i Łucznik, Jak to się robi czy Pełnia. W 1972 zadebiutowała z recitalem Cztery dialogi z sumieniem według tekstów Mariny Cwietajewej, za który odebrała nagrodę specjalną na Spotkaniach Teatrów Jednego Aktora we Wrocławiu.

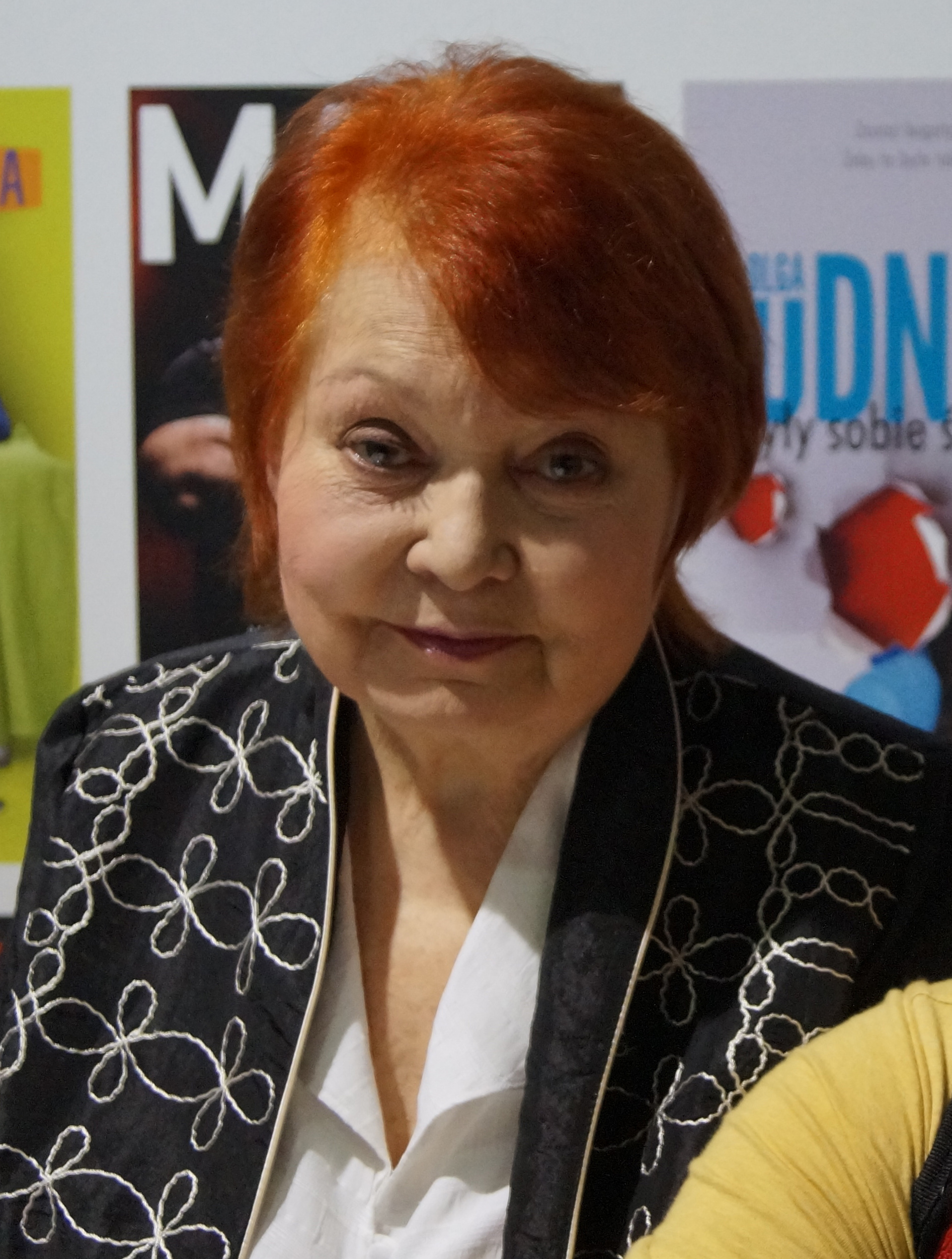
Iga Cembrzyńska (2016)

W 1979 otrzymała Odznakę „Zasłużony Działacz Kultury”. W 1980 odeszła z Teatru Ateneum. Za rolę Baby w Gwiezdnym pyle (1982) Andrzeja Kondratiuka otrzymała statuetkę Złotego Ekranu od czytelników magazynu „Ekran”.
W 1989 wydała album pt. Szkoła tańców salonowych, a w 1999 – płytę pt. Mój intymny świat – Koncert w Trójce.
W latach 90. prowadziła zajęcia wokalne w PWSFTviT w Łodzi, a w 1997 wystąpiła z byłymi uczniami z recitalem Iga Cembrzyńska i jej uczniowie w Teatrze Syrena w Warszawie.
W 2000 zadebiutowała jako reżyserka, tworząc film dokumentalny Pamiętnik filmowy Igi C.. W kolejnych latach premierę miały jeszcze jej dwa filmy, oba poświęcone kobietom w sporcie: w 2002 ukazał się dokument 48 godzin z życia kobiety o kick-bokserce Agnieszce Rylik, a w 2003 – Ikar w spódnicy o Małgorzacie Margańskiej, mistrzyni świata w szybownictwie akrobatycznym. W 2006 grała w spektaklu Klimakterium... i już w Teatrze Rampa.
15 marca 2016 ukazała się książka „Mój intymny świat”, wywiad-rzeka z Igą Cembrzyńską, przeprowadzony przez Magdalenę Adaszewską.

## Życie prywatne
W latach 60. poślubiła filozofa Andrzeja Kasię, z którym rozwiodła się po 10 latach małżeństwa. W 1971 związała się z reżyserem Andrzejem Kondratiukiem, za którego wyszła na początku lat 80. i z którym była do jego śmierci w 2016. Zamieszkali we wsi Gzowo. Jest bezdzietna.

## Filmografia
| Rok  | Tytuł                           | Rola                                                                          | Uwagi                                                           |
| ---- | ------------------------------- | ----------------------------------------------------------------------------- | --------------------------------------------------------------- |
| 1964 | Rękopis znaleziony w Saragossie | Emina, księżniczka mauretańska                                                | film poetycki, reżyseria: Wojciech Jerzy Has                    |
| 1965 | Salto                           | żona Kowalskiego                                                              | film psychologiczny, reżyseria: Tadeusz Konwicki                |
| 1965 | Podziemny front                 | Wanda (odcinek: 3)                                                            | serial telewizyjny, reżyseria: Hubert Drapella, Seweryn Nowicki |
| 1966 | Ściana Czarownic                | piosenkarka Ewa Zarębska                                                      | film obyczajowy, reżyseria: Paweł Komorowski                    |
| 1967 | Jowita                          | prostytutka „Lola Fiat 1100”                                                  | film psychologiczny, reżyseria: Janusz Morgenstern              |
| 1967 | Stawka większa niż życie        | Benita von Henning                                                            | serial telewizyjny, reżyseria: Andrzej Konic                    |
| 1967 | Komedia z pomyłek               | Lora Neuman                                                                   | western, reżyseria: Jerzy Zarzycki                              |
| 1968 | Otello z M-2                    | Monika Chrupkowa                                                              | film komediowy, reżyseria: Julian Dziedzina                     |
| 1969 | Piąta rano                      | matka Janka                                                                   | film muzyczny, reżyseria: Hanna Bielińska                       |
| 1970 | Hydrozagadka                    | 2 role: prezenterka czołówki/kelnerka                                         | film komediowy, reżyseria: Andrzej Kondratiuk                   |
| 1971 | Motodrama                       | specjalna wysłanniczka bardzo dalekiego i bardzo bogatego koncernu „Kiwasake” | film komediowy, reżyseria: Andrzej Konic                        |
| 1972 | Skorpion, Panna i Łucznik       | Magda                                                                         | film psychologiczny, reżyseria: Andrzej Kondratiuk              |
| 1972 | Dziewczyny do wzięcia           | ona sama                                                                      | film obyczajowy, reżyseria: Janusz Kondratiuk                   |
| 1973 | Jak to się robi                 | 2 role: pielęgniarka/piosenkarka-Mulatka w wizji filmu                        | film komediowy, reżyseria: Andrzej Kondratiuk                   |
| 1976 | Smuga cienia                    | kontrabasistka w żeńskiej orkiestrze                                          | film psychologiczny, reżyseria: Andrzej Wajda                   |
| 1978 | Pełnia                          | żona Wojtka                                                                   | film dramatyczny, reżyseria: Andrzej Kondratiuk                 |
| 1979 | Słodkie oczy                    | Marta Kowalowa                                                                | film komediowy, reżyseria: Juliusz Janicki                      |
| 1980 | Levins Muhle                    | frau Palm                                                                     | film historyczny, reżyseria: Horst Seemann                      |
| 1981 | Yokohama                        | żona pisarza                                                                  | film dramatyczny, reżyseria: Paweł Kuczyński                    |
| 1982 | Hotel Polanów i jego goście     | baronowa Antoinette Ziemlińska                                                | serial telewizyjny, reżyseria: Horst Seemann                    |
| 1982 | Gwiezdny pył                    | Stara                                                                         | film obyczajowy, reżyseria: Andrzej Kondratiuk                  |
| 1982 | Klakier                         | pani Miodek, kasjerka w teatrze                                               | film dramatyczny, reżyseria: Janusz Kondratiuk                  |
| 1983 | Krzyk                           | matka Marianny                                                                | film psychologiczny, reżyseria: Barbara Sass                    |
| 1983 | Widziadło                       | Kseńka (głos)                                                                 | horror, reżyseria: Marek Nowicki                                |
| 1984 | Engagement                      | Krycha                                                                        | film psychologiczny, reżyseria: Filip Bajon                     |
| 1985 | Cztery pory roku                | Marynia                                                                       | film obyczajowy, reżyseria: Andrzej Kondratiuk                  |
| 1985 | Siekierezada                    | pijana kobieta na zabawie                                                     | film psychologiczny, reżyseria: Witold Leszczyński              |
| 1985 | Dziewczęta z Nowolipek          | Raczyńska, matka Amelki                                                       | film obyczajowy, reżyseria: Barbara Sass                        |
| 1985 | Rajska jabłoń                   | Raczyńska, matka Amelki                                                       | film obyczajowy, reżyseria: Barbara Sass                        |
| 1986 | Big Bang                        | Baśka                                                                         | film sf, reżyseria: Andrzej Kondratiuk                          |
| 1987 | Porwanie w Tiutiurlistanie      | Drumla (głos)                                                                 | film animowany, reżyseria: Zdzisław Kudła                       |
| 1988 | Crimen                          | Wiktoria Powidajowa (odcinki: 2-6)                                            | serial telewizyjny, reżyseria: Jerzy Satanowski, Laco Adamik    |
| 1989 | Powroty                         | Eleonora                                                                      | film psychologiczna, reżyseria: Andrzej Mol                     |
| 1990 | Mleczna droga                   | wiedźma                                                                       | film psychologiczny, reżyseria: Andrzej Kondratiuk              |
| 1991 | Ene... due... like... fake...   | ciocia Tamara                                                                 | film baśniowy, reżyseria: Andrzej Kondratiuk                    |
| 1992 | Pay off                         | pacjentka                                                                     | film dramatyczny, reżyseria: George Tirl                        |
| 1993 | Panna z mokrą głową             | ciocia Amelia                                                                 | film młodzieżowy, reżyseria: Kazimierz Tarnas                   |
| 1994 | Panna z mokrą głową             | ciocia Amelia                                                                 | serial młodzieżowy, reżyseria: Kazimierz Tarnas                 |
| 1995 | Wrzeciono czasu                 | Marynia                                                                       | film obyczajowy, reżyseria: Andrzej Kondratiuk                  |
| 1997 | Słoneczny zegar                 | Marynia                                                                       | film obyczajowy, reżyseria: Andrzej Kondratiuk                  |
| 2001 | Córa marnotrawna                | 2 role: Aneta/duch babci Anety i Helutki                                      | film komediowy, reżyseria: Andrzej Kondratiuk                   |
| 2003 | Szycie na gorąco                | Bożena Stolarczyk                                                             | serial telewizyjny, reżyseria: Feridun Erol                     |
| 2004 | Bar pod młynkiem                | gość                                                                          | film komediowy, reżyseria: Andrzej Kondratiuk                   |
| 2005 | Na dobre i na złe               | Natasza Kłoniecka (odcinek: 242)                                              | serial telewizyjny, reżyseria: Radosław Piwowarski              |

## Piosenki
- Mówiłam żartem (muz. Jarosław Abramow-Newerly, sł. Agnieszka Osiecka)
- Intymny świat (muz. Andrzej Bień, sł. Ryszard Wojtyłło)